# Leszek Bielecki
Leszek Bielecki (ur. 13 lutego 1971 w Piasecznie) – polski prawnik, doktor habilitowany nauk prawnych, magister Prawa oraz Administracji, sędzia Sądu Najwyższego, profesor Uniwersytetu Jana Kochanowskiego w Kielcach, Kierownik Zakładu Prawa Gospodarczego i Finansowego oraz Kierownik Sekcji Nauk Społecznych Szkoły Doktorskiej UJK w Kielcach, członek Senatu Uniwersytetu Jana Kochanowskiego w Kielcach na kadencję 2024-2028.

## Życiorys

### Wykształcenie i działalność naukowa
Syn Bronisławy i Jana Bieleckich. Ukończył studia administracyjne w 1997 r. i prawnicze w 1999 r. 17 grudnia 2003 r. obronił rozprawę doktorską na Wydziale Prawa i Administracji UMCS w Lublinie pt. "Instytucja koncesji w prawie polskim. Zagadnienia administracyjno prawne", napisaną pod kierunkiem prof. dr hab. Jerzego Stelmasiaka. Swoją rozprawę habilitacyjną przedstawił w 2013 r. pt. "Koncepcja rzeczy publicznej w prawie polskim. Zagadnienia administracyjnoprawne".
Autor ponad 100 publikacji (glosy, komentarze, podręczniki), uczestnik wielu konferencji, sesji i zjazdów naukowych (krajowych i zagranicznych). Specjalność prawo administracyjne, finansowe, gospodarcze publiczne, postępowanie administracyjne, postępowanie podatkowe, prawo pracy i ubezpieczeń społecznych, prawo urzędnicze.
Były wykładowca w kilku wyższych szkołach prywatnych (Wyższa Szkoła Bankowa w Radomiu/Wyższa Szkoła Nauk Społecznych i Technicznych w Radomiu, Wyższa Szkoła HP w Sandomierzu, Wyższa Szkoła EPiNM w Kielcach).
Członek Stowarzyszenia Badań nad Źródłami i Funkcjami Prawa FONTES z siedzibą w Rzeszowie (członek zespołu badawczego realizującego projekt badawczy dotyczący analizy źródeł poszczególnych rozwiązań prawnych w zakresie prawa urzędniczego, a w szczególności dotyczących służby cywilnej, który uzyskał akceptację w zakresie współfinansowania Narodowego Centrum Nauki).
Członek Komisji Egzaminacyjnej ds. aplikacji adwokackiej przy Ministrze Sprawiedliwości z siedzibą w Kielcach z ramienia UJK w Kielcach powołany zarządzeniem z dnia 29 marca 2021 r.

### Działalność zawodowa
Urzędnik służby cywilnej drugiego stopnia w administracji skarbowej, w swojej karierze na licznych stanowiskach kierowniczych (kierownik referatu, zastępca naczelnika urzędu skarbowego, naczelnik urzędu skarbowego, dyrektor izby administracji skarbowej). Prowadził wykłady dla kadry kierowniczej izby i urzędów skarbowych w ramach Centrum Kształcenia Samorządu i Administracji w Lublinie.
Zatrudniony 1 sierpnia 1997 roku w Izbie Skarbowej w Lublinie, gdzie ukończył aplikację administracyjną. Zajmował się instruktażem i nadzorem nad Naczelnikami Urzędów Skarbowych. Od 1 grudnia 1999 roku zajmował się rozpatrywaniem środków zaskarżenia od rozstrzygnięć Naczelników Urzędów Skarbowych w sprawach zwianych z podatkiem dochodowym od osób fizycznych. Z dniem 1 grudnia 2005 roku mianowany urzędnikiem służby cywilnej. Od 1 czerwca 2006 roku pełnił obowiązki Naczelnika Urzędu Skarbowego w Kraśniku. Z dniem 1 stycznia 2007 roku przyznano mu II stopień urzędnika służby cywilnej. Od dnia 1 kwietnia 2007 roku pełnił funkcję I-go Zastępcy Naczelnika Pierwszego Urzędu Skarbowego w Lublinie, natomiast od 1 lipca 2007 roku obowiązki Naczelnika Trzeciego Urzędu Skarbowego w Lublinie. Dyrektor Izby Skarbowej w Lublinie od 30 grudnia 2015 r., a od 1 marca 2017 r. do 6 maja 2020 r. Dyrektor Izby Administracji Skarbowej w Lublinie.
Uhonorowany dyplomem uznania z medalem przez Wojewodę Lubelskiego 7 października 2019 roku „za szczególnie zaangażowaną pracę na rzecz Rzeczpospolitej Polskiej, Lubelszczyzny i wszystkich mieszkańców, świadectwo patriotyzmu i obywatelskiej odpowiedzialności, wymierny wkład w rozwój administracji rządowej w województwie lubelskim oraz kompetentną, życzliwą i efektywną współpracę z wieloma środowiskami i podmiotami na rzecz dobra wspólnego”.
Pozaetatowy członek Samorządowego Kolegium Odwoławczego w Lublinie powołany z dniem 9 września 2005 roku, gdzie orzekał w sprawach dot. ochrony środowiska, planowania i zagospodarowania przestrzennego, podatkowych, pomocy społecznej oraz świadczeń rodzinnych. Prowadził ogólnopolskie szkolenia dla członków SKO z zakresu prawa socjalnego.
Były członek Głównej Komisji Orzekającej w Sprawach o Naruszenie Dyscypliny Finansów Publicznych. W latach 2006–2009 brał udział w pracach Ministerstwa Finansów nad projektem ustawy o Krajowej Administracji Skarbowej.
Od 6 maja 2020 r. sędzia Sądu Najwyższego. Wnioskiem Krajowej Rady Sądownictwa z 10 grudnia 2019 r. powołany przez Prezydenta 5 maja 2020 r. na stanowisko sędziego Sądu Najwyższego w Izbie Pracy i Ubezpieczeń Społecznych Sądu Najwyższego.